# Klaus Rietschel
Klaus Rietschel (* 14. Juli 1949 in Kromsdorf) ist ein deutscher Politiker (parteilos, früher AfD) und war von Oktober 2017 bis Oktober 2019 Mitglied des Thüringer Landtags.

## Leben
Klaus Rietschel legte 1968 sein Abitur mit Facharbeiterabschluss zum Maurer ab. Danach studierte er bis 1973 Architektur in Berlin und arbeitete drei Jahre als Stadtarchitekt in Erfurt. Von 1976 bis 1982 war er in der Bauleitung der Kunstsammlungen Weimar tätig. Anschließend war er Angestellter in einer Firma. 1984 schloss Rietschel das Studium zum Fachingenieur für Denkmalpflege ab. Von 1987 bis 2007 war er Inhaber der Firma Rietschel-Stuck Weimar. Zwischen 2007 und 2015 arbeitete er als Stuckateur und war Inhaber eines Ingenieurbüros. Ab 2016 arbeitete er als freiberuflicher Restaurator. 2012 hatte Rietschel einen Lehrauftrag an der Fachhochschule Erfurt im Bereich Konservierung und Restaurierung inne.
Rietschel ist verheiratet und Vater von zwei Kindern. Er lebt in Weimar-Tiefurt.

## Politik
Rietschel trat 2013 in die Alternative für Deutschland ein und war bis 2016 Beisitzer im Vorstand der AfD Mittelthüringen.
Am 28. Oktober 2017 trat er die Mandatsnachfolge für Stephan Brandner an und war seitdem Abgeordneter des Thüringer Landtags. Zum Landesparteitag der Thüringer AfD im Oktober 2018 wurde er auf Listenplatz 36 gewählt. Am 15. Januar 2019 gab er seinen Austritt aus Partei und Fraktion bekannt.
Zur Landtagswahl in Thüringen 2019 trat Rietschel auf der Liste der AfD-Abspaltung Die blaue Partei an. Er verpasste den Einzug in den Landtag.